# Малое Озеро
Малое Озеро — село в Шарыповском районе Красноярского края России. Входит в состав Парнинского сельсовета.

## География
Село расположено в 52 км к югу от районного центра Шарыпово.

## История
В начале это был хакасский улус Малоозёрский с населением несколько десятков человек. К концу двадцатого века в Малом Озере жило 450 человек. В селе Малое Озеро есть средняя школа.

## Население
| 2000 | 2010 |
| ---- | ---- |
| 450  | ↘363 |

Гендерный состав
По данным Всероссийской переписи населения 2010 года 172 мужчины и 191 женщина из 363 чел.